# Adorazione dei Magi (Lorenzo Costa)
L'Adorazione dei Magi è un dipinto tempera su tavola (75x81 cm) di Lorenzo Costa il Vecchio, firmato e datato 1499, e conservato nella Pinacoteca di Brera a Milano. 

## Storia
L'opera era in origine la predella della pala d'altare di Francesco Francia con la Natività di Cristo con santi, che era stata commissionata da Antonio Galeazzo Bentivoglio per la chiesa di Santa Maria della Misericordia a Bologna: la pala e la predella arrivarono a Brera nel 1809, mentre la cimasa con Cristo risorto tra la Vergine annunciata e l'Angelo annunciante, pure del Costa, rimase nella chiesa. La pala fece poi ritorno a Bologna nel 1816.

## Descrizione e stile
La scena è sviluppata secondo l'iconografia tradizionale, con la capannuccia a sinistra e il corteo che si svolge in primo piano, da destra verso sinistra. Numerosi sono i rimandi simbolici tipici del soggetto, come l'edificio classicheggiante in rovina su cui è costruita la capannuccia, simbolo della nascita del cristianesimo dalle rovine del paganesimo.
Dietro Maria, che mostra il Bambino all'adorazione dei tre re, e Giuseppe si vedono alcuni pastori, accorsi a vedere il nascituro, taluni affacciati da una staccionata, un motivo di origine fiamminga. I tre Magi, diversi per razza ed età, si apprestano a rendere omaggio a Gesù, seguiti dall'esotico corteo, in cui figurano vari personaggi in  vesti sgargianti ed esotiche, tra cui cavalieri, paggetti, filosofi (con la barba) e pellegrini. In basso si vede un cagnolino, mentre tiene in spalla una scimmietta, e in secondo piano si trovano alcuni gruppi di uomini a cavallo, su un cammello, a piedi. 
La composizione è paratattica, con più episodi narrativi giustapposti a formare il corteo dei Magi, in cui l'evento principale, l'adorazione, passa quasi in secondo piano rispetto alla ricchezza di dettagli descrittivi frammentari e all'esuberanza delle decorazioni. Evidenti sono i richiami alla tradizione fiorentina della fine del secolo, soprattutto di autori quali Ghirlandaio, Perugino e Filippino Lippi.
Il paesaggio fatto di rupi scoscese che digradano al centro in una valle che si perde all'orizzonte, richiamano da una parte la tradizione del rinascimento ferrarese per le forme bizzarre delle congregazioni, del quale il Costa, pure ferrarese, fu uno degli eredi; dall'altra Leonardo da Vinci e la sua prospettiva aerea. 